# Какпатас
Какпата́с (каз. Қақпатас) — село у складі Кордайського району Жамбильської області Казахстану. Адміністративний центр Какпатаського сільського округу.
У радянські часи село називалося Рисороб.
Населення — 2105 осіб (2021; 1485 у 2009, 1290 у 1999, 1276 у 1989).